# シトロエン・ベルランゴ
ベルランゴ（Berlingo）は、シトロエンが販売しているフルゴネット（ライトバン）またはLAVである。

## 概要
ルノー・カングーに対抗して、シトロエン・クサラ（初代、2代目）とシトロエン・C4（3代目）のプラットフォームを利用して作られたフルゴネットであり、レジャー・アクティビティ・ビークル（乗用仕様）も存在する。
初代から同じPSAグループのプジョー・パートナーの姉妹車であったが、2021年のステランティスグループの成立に伴い、3世代目からはオペル・コンボ、フィアット・ドブロ、さらにステランティスと協業しているトヨタ自動車の欧州専売車種トヨタ・プロエースシティとの姉妹車種となった。
日本市場では、初代はごく少数が正規輸入されたが、2代目は正規輸入されなかった。3代目の乗用仕様は本格的に日本市場に導入されており、ステランティスグループの成立以降は兄弟車のプジョー・リフター、フィアット・ドブロの3車種が一体となり、日本国内のマーケティングと販売を行っている。

## 初代（1996年-2013年)
ベルランゴは姉妹車のプジョー・パートナーとともに、1996年7月に欧州市場での販売を開始。乗用車仕様は「マルチスペース」と呼ばれる。1996年のパリサロンにおけるベルランゴの初公開時に、併せて乗用ミニバンタイプ（Grand Large）、乗用ハッチバックタイプ（Berline Bulle）、オープンデッキタイプ（クーペユーティリティータイプ。Coupé de Plage）の3タイプのコンセプトカーも発表され、乗用ミニバンタイプは後にベルランゴ/パートナーの正式なラインナップに加わった。
2002年12月に、内外装を含む大幅なマイナーチェンジが行われた。2004年に再度マイナーチェンジが行われた。2008年に2代目のベルランゴとパートナーが発売されたあとも、初代の生産・販売は2013年まで欧州で継続され、その後も南米などでの生産販売が続けられた。

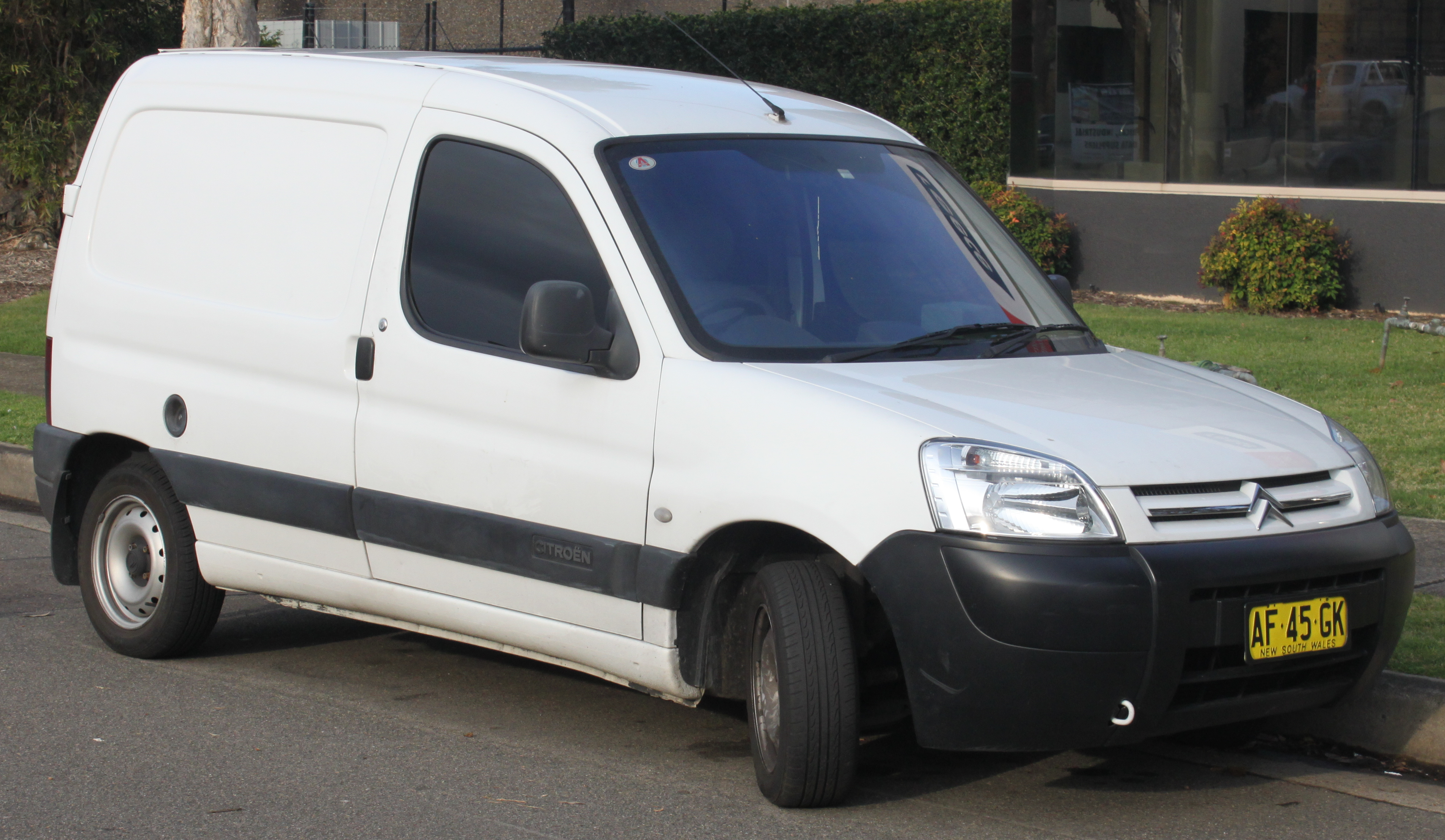
マイナーチェンジ後の初代ベルランゴ（商用仕様、2004–2012）
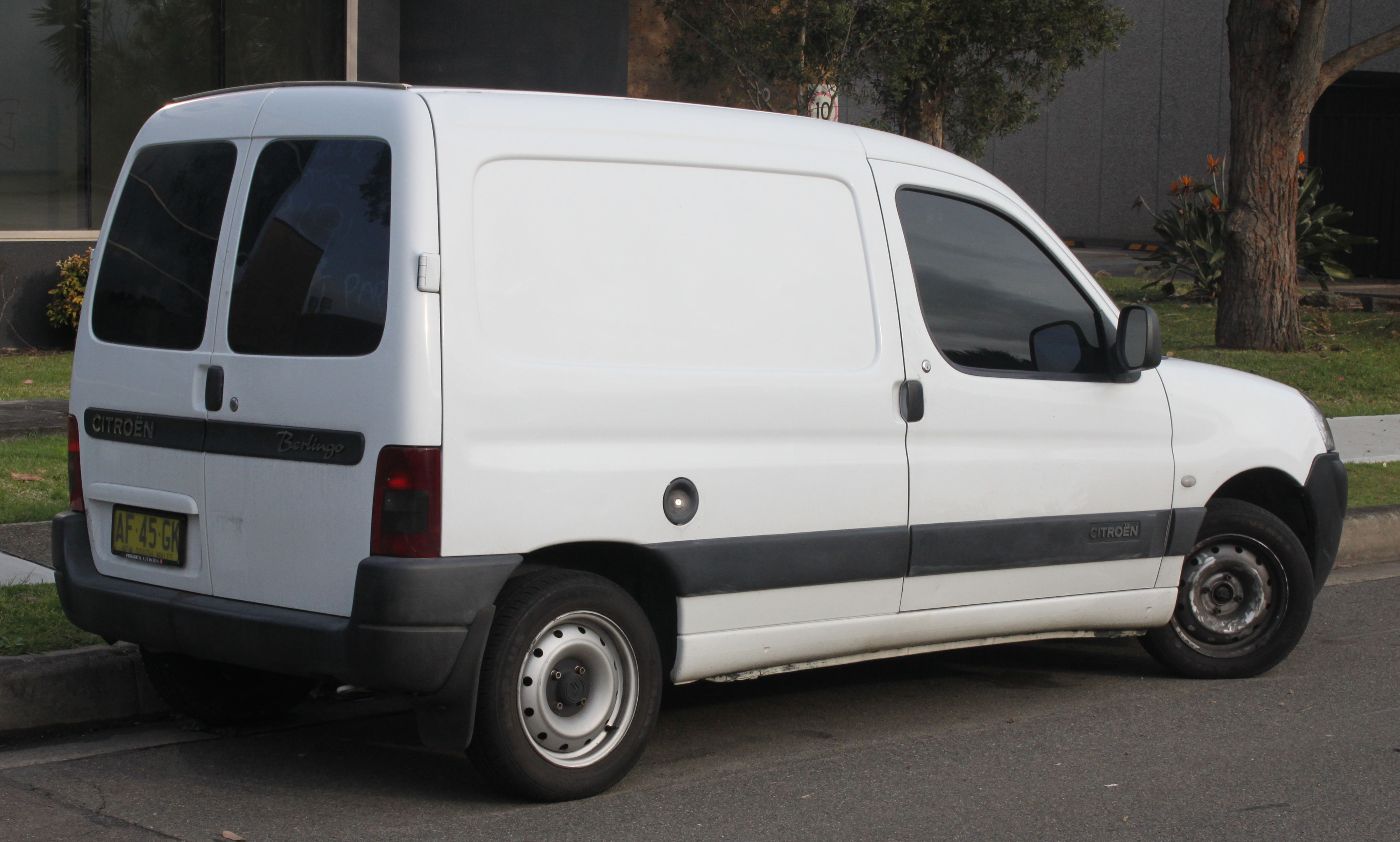
マイナーチェンジ後の初代ベルランゴ（商用仕様、2004–2012）
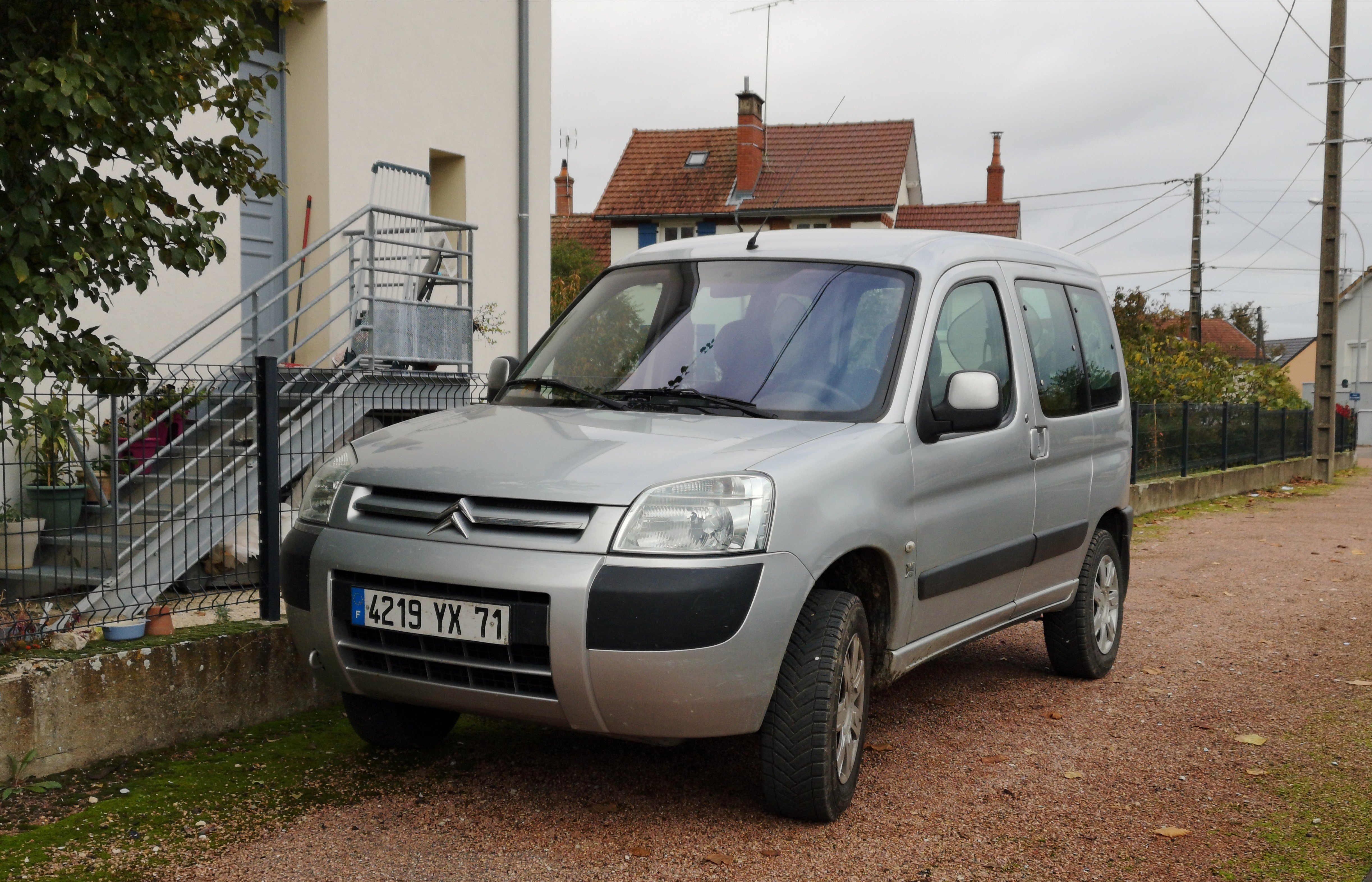
マイナーチェンジ後の初代ベルランゴ（乗用仕様、2004–2012）

### 日本での販売
日本市場におけるルノー・カングーの人気もあり、1998年（平成10年）に当時のシトロエンの正規輸入元だった新西武自動車販売が輸入自動車特別取扱制度を利用した数百台規模での輸入を計画した。同年のフレンチブルーミーティングで同車に対するイメージを問うアンケートも行われたが、当時のカタログモデルであったクサラの販売が伸びなかったため中止となった。そのため、限定車のデモカーとしてわずかに正規輸入された個体と、並行輸入の個体が日本に存在する。

## 2代目（2008年-2018年）
2008年1月に正式発表、4月に欧州市場で販売を開始した。乗用仕様はマルチスペースと呼ばれる。
2012年3月、ジュネーヴモーターショーにてフェイスリストされたモデルを初公開。グリルのデザインを変更したほか、オプションでバンパーにLEDを設定できる。
2012年9月のハノーバーモーターショーにて「エレクトリック ベルランゴ」を初公開。「ベルランゴ」ベースの電気自動車で三菱自動車製のモーターを搭載する。
2015年3月、ジュネーヴモーターショーにてフェイスリストされたモデルを初公開。グリルやバンパー、LEDデイタイムランニングライトのデザインを変更したほか、テールランプも改められた。また、新たなディーゼルエンジンも設定された。
2017年3月21日、欧州向けに乗用車仕様の電気自動車、「e-ベルランゴ・マルチスペース」の設定を発表した。蓄電容量22.5kWhのリチウムイオンバッテリーを搭載し、モーターの最高出力は67hp、最大トルク20.4kgmを発揮する。

## 3代目（2018年-）
2018年3月、ジュネーヴモーターショーにおいて初公開された。プラットフォームには、PSAグループの「EMP2」が採用される。フロントマスクなどには、他のシトロエン車と共通の最新デザインが導入されている。ボディサイドには、C4カクタスと同様に空気を内包した「エアバンプ」の装着が可能で、エアバンプは衝突時に車体や歩行者に伝わる衝撃を軽減させる。5名乗りのショートボディ「M」と、7名の乗りのロングボディ「XL」が設定される。パワートレーンは、1.2Lガソリンエンジンと1.5Lディーゼルエンジンで「EAT8」と呼ばれる8速ATを組み合わせる。
2018年6月26日、欧州向けに商用車仕様を発表。乗用車仕様から独立し、「ベルランゴ・バン」と呼ばれる。トヨタ・プロエースシティに近いフロントマスクを備え、充実した安全装備が設定されている。
2022年1月6日、欧州で販売する「ベルランゴ」の乗用仕様を順次BEVの「e-ベルランゴ」のみにすると発表した。商用仕様は、内燃エンジン車とBEVを併売する。
2021年1月14日、BEVである「e-ベルランゴバン」を2021年の後半に欧州市場で発売すると発表。最高出力136hp、最大トルク26.5kgmを発揮するモーターと蓄電容量50kWhのリチウムイオンバッテリーを搭載し、1回の充電での航続可能距離は最大275kmである。ショートボディとロングボディを設定する。
2021年2月23日、BEVである「e-ベルランゴ」を欧州で発表。e-ベルランゴバンと同様のモーターを搭載し、1回の充電での航続可能距離は最大280kmである。ショートボディとロングボディを設定する。
2023年12月11日、欧州にてマイナーチェンジモデルを発表。今回から欧州市場ではBEVである「e-ベルランゴ」のみの販売となる。デザイン面では新しいエンブレムのほかフロントグリルやヘッドライト、バンパーのデザインが一新された。モーターのスペックに変更はないが、1回の充電での航続は最大320 km（WLTPサイクル）となった。

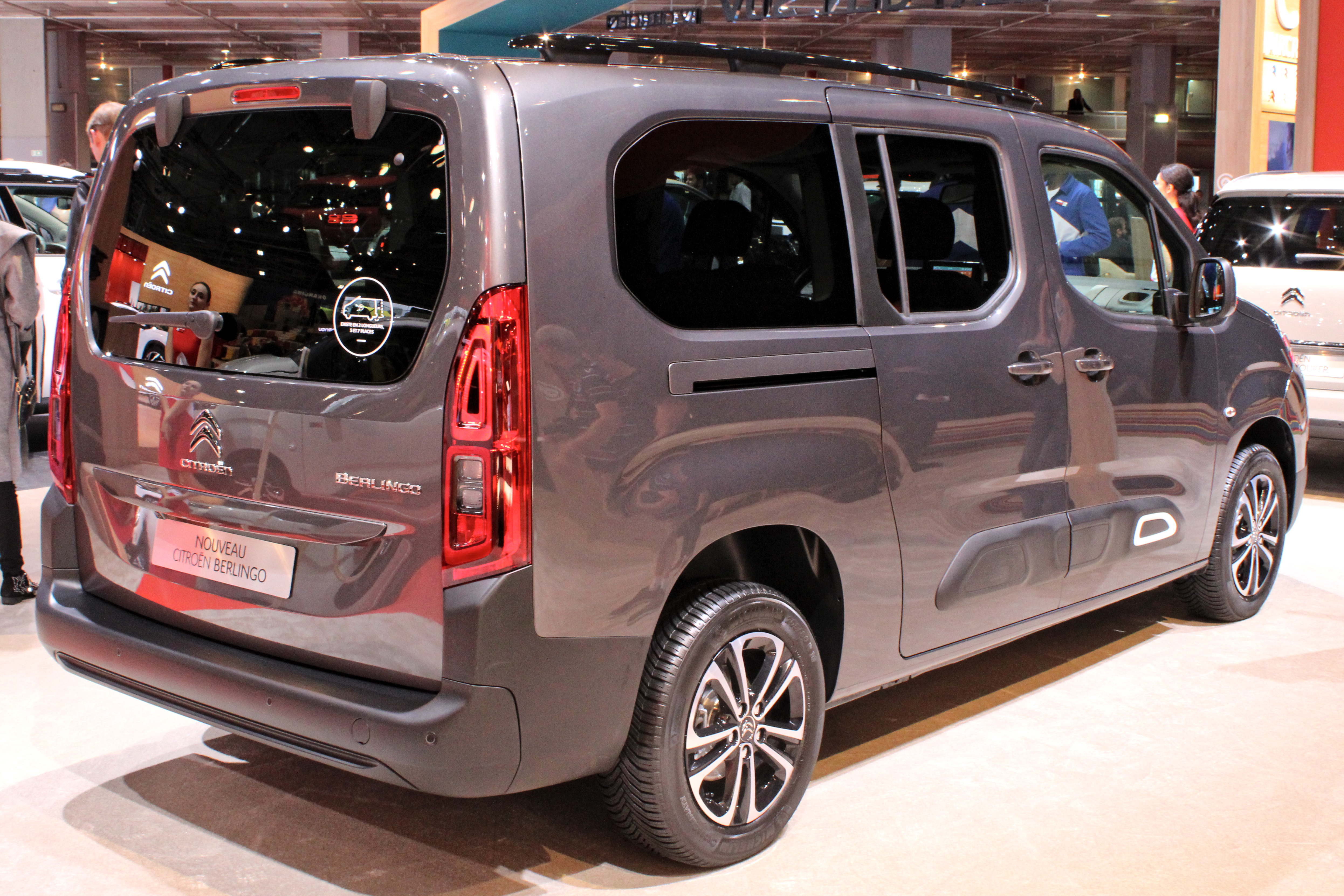
XL
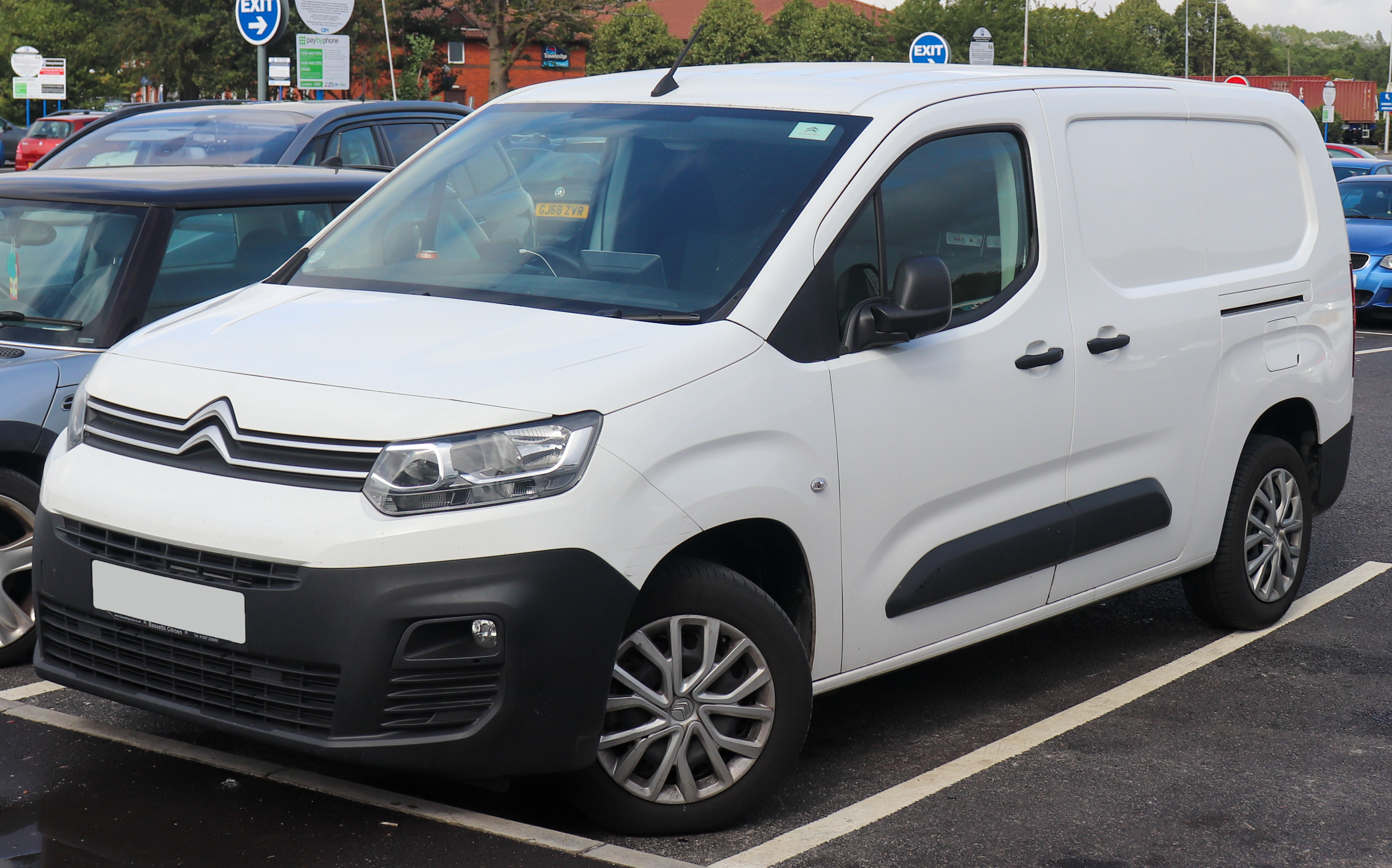
バン
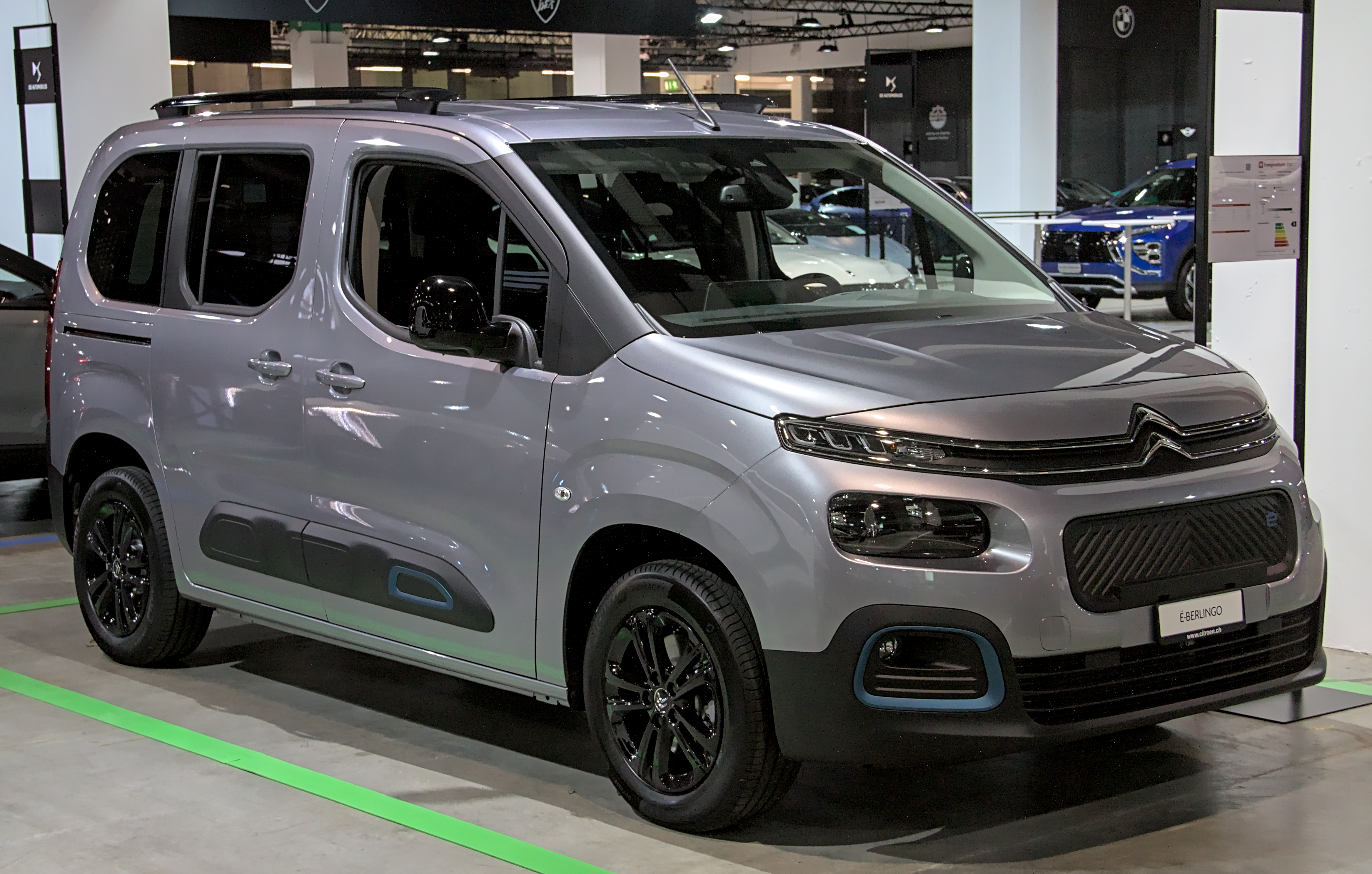
e-ベルランゴ
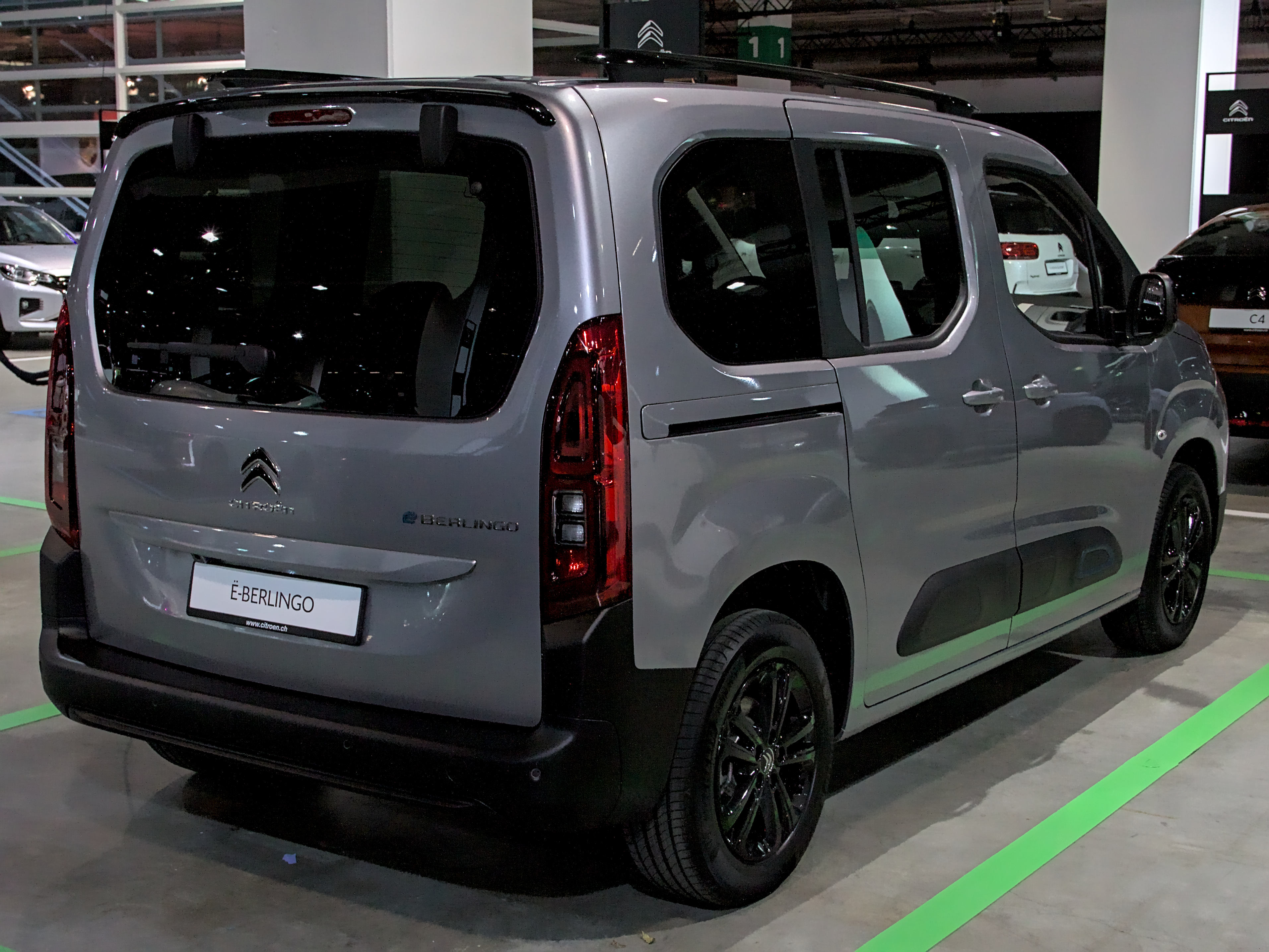
e-ベルランゴ
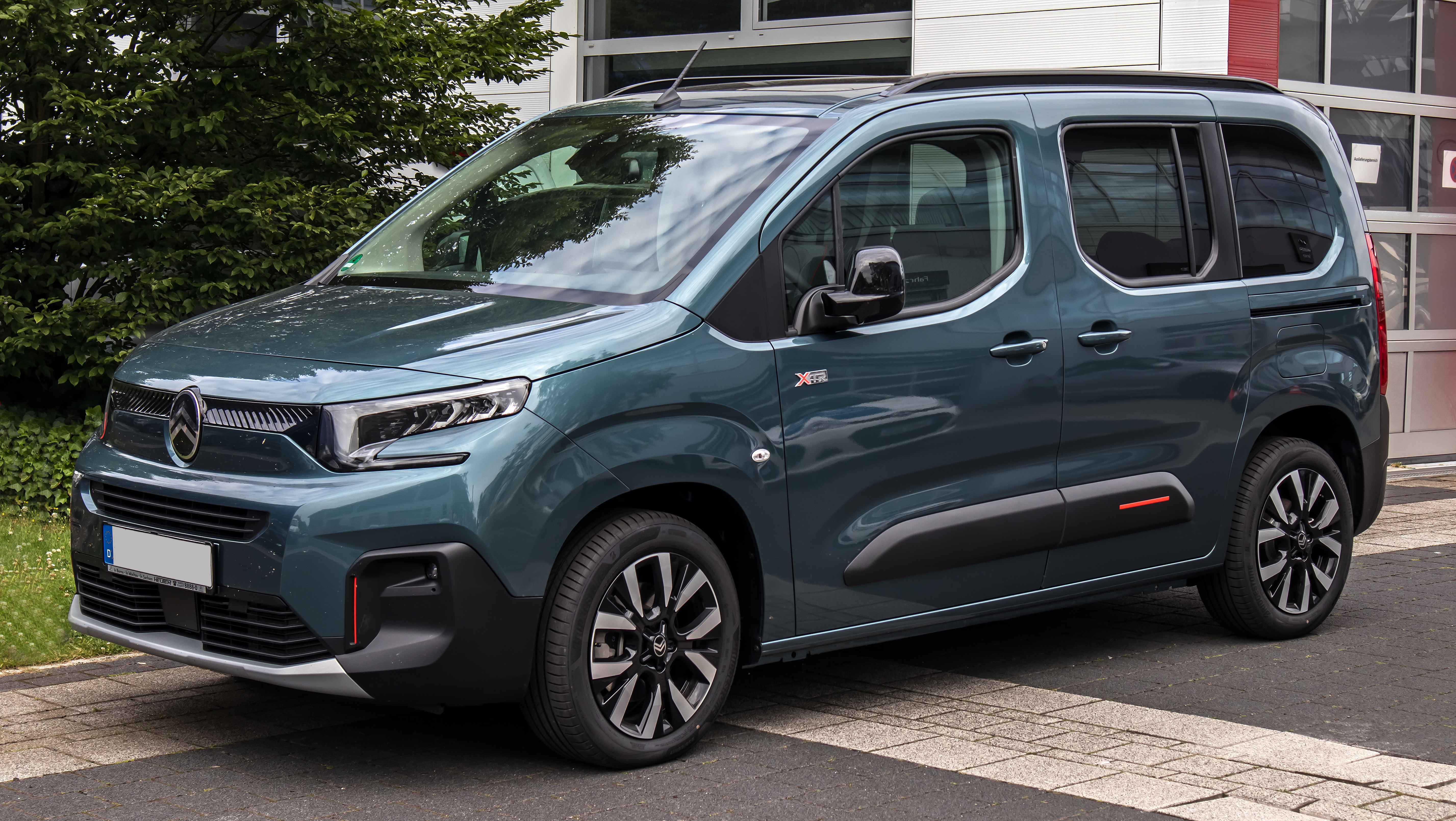
マイナーチェンジ仕様
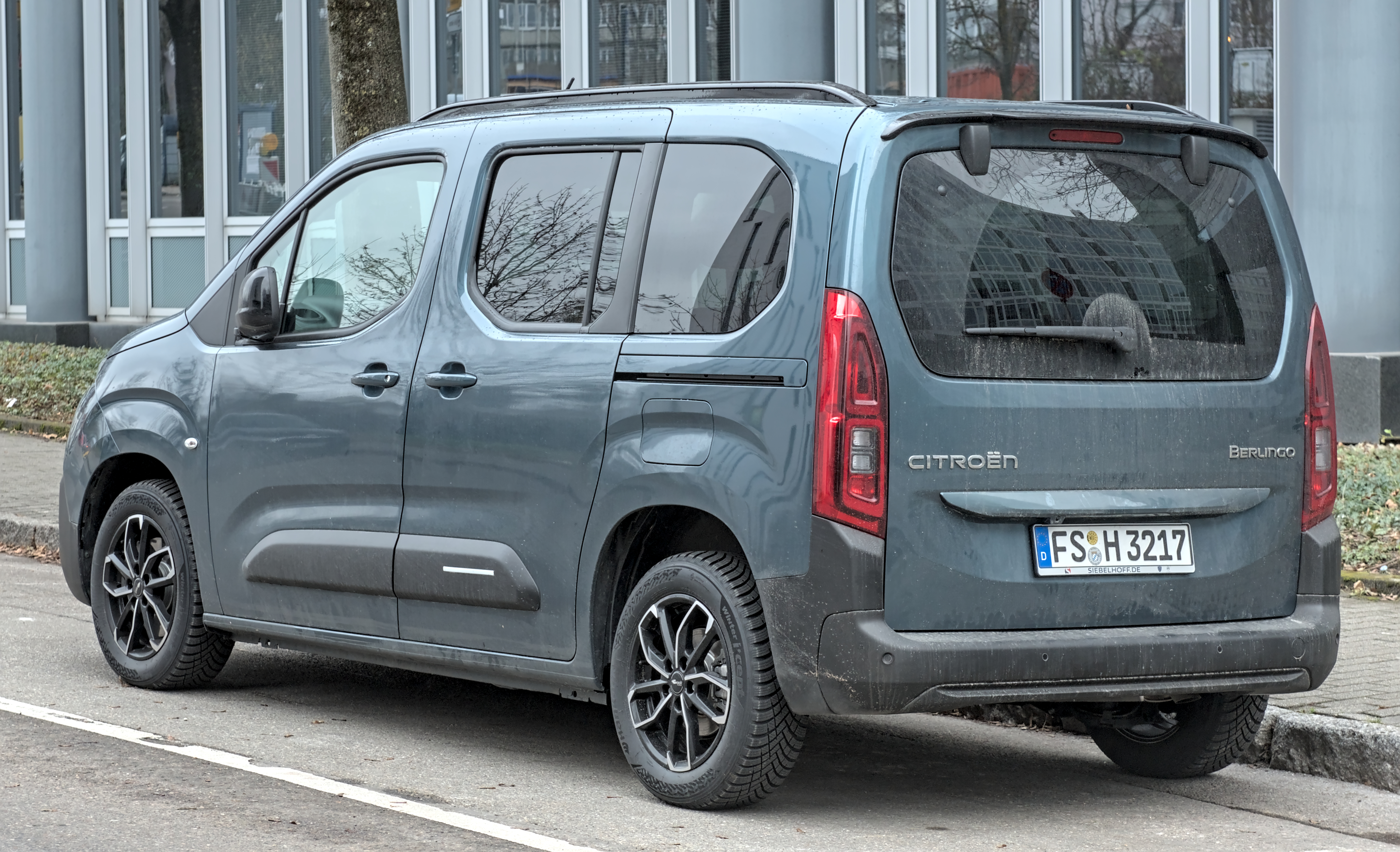
マイナーチェンジ仕様 リア

### 日本での販売
2019年10月18日、日本向け仕様が発表され、翌日9時よりオンライン予約注文申込の受付を開始。導入されるのは特別仕様車「デビューエディション」で、1.5Lディーゼルターボ「BlueHDi」と8段AT「EAT8」を組み合わせる。そのほか、先進運転支援機能（ADAS）も充実させている。
2019年11月27日、同年10月18日に行われたオンライン予約注文申込が5時間半で完売したことに伴い、追加の予約受付が発表された。追加の予約注文申込は同年11月30日に行われ、最初の予約注文申込とほぼ同じ時間で完売した。
2020年8月26日、カタログモデルの先行予約を同年8月27日より開始、同年10月1日より販売開始することを発表した。今回導入されるのは装備が簡素化されている「FEEL」、上級グレードの「SHINE」、17インチアロイホイールやマットオレンジのアクセントカラーを配した特別仕様車「SHINE XTR PACK」の3モデル。パワートレインは「デビューエディション」と同じく1.5Lディーゼルターボ「BlueHDi」に8段AT「EAT8」を組み合わせる。先進運転支援機能（ADAS）も充実させており、全グレードに標準装備となる。
2020年10月9日、特別仕様車「SHINE XTR PACK」を追加生産して発売すると発表。予想を上回る注文が集まったためで、仕様は同年8月26日に発表されたモデルと同じ。ボディカラーはサーブルとブラン バンキーズの2色が用意される。
2023年1月18日、3列シート7人乗りのロングボディバージョン「BERLINGO LONG」を発売。ショートボディから全長を365mm、ホイールベースを190mm延長し、大人も寛げるスペースを確保した。1.5Lディーゼルに8速AT「EAT8」を組み合わせる「SHINE Blue HDi」と「SHINE Blue HDi XTR PACK」を設定する。
2023年2月14日、特別仕様車「BERLINGO TRICO」を発売。5人乗りの「SHINE」をベースに、フランス国旗をモチーフとしたアクセントカラーを施したモデルとなっている。
2023年5月18日、特別仕様車「BERLINGO Edition Noire（ベルランゴ エディション・ノアール）」を発売。専用のボディカラー「ノアールペルラネラ」を採用したほか、ブロンズのアクセントカラー、ブラックホイールを装備した。
2023年6月29日、特別仕様車「FEEL PACK」を発売。「SHINE」をベースに、車内上部の収納スペースを排除、ガラスルーフ非装備、アルミホイールをスチールホイール（ホイールカバー付き）に変更することで2023年4月に販売を終了した「FEEL」並に価格を抑えた。
2023年9月7日、特別仕様車「Edition Sable」を500台（標準ボディ、ロングボディ各250台）限定で発売。2022年に生産終了したボディカラーの「サーブル」を復活採用すると共に、純正アクセサリーのLEDヘッドライトを標準装備しながらも価格を据え置いた。
2024年1月5日、ベルランゴ、ベルランゴロング共に「SHINE」および「SHINE XTR PACK」のグレード名をそれぞれ「MAX」、「MAX XTR PACK」に改称。
2024年4月5日、特別仕様車「Outdoor Pack」を発売。「Citroënist Camps」実施を記念して設定されたもので、「MAX」をベースに、LEDヘッドライト、ETC、ラゲッジトレイ、シトロエン オリジナル アウトドアチェアを特別装備しつつも価格を「MAX」と同じ値段に据え置いた。同車購入者は、2024年度の「Citroënist Camps」のうち第2回から第5回までの参加が無料になる。
2024年10月4日、「ベルランゴ」「ベルランゴ ロング」のマイナーチェンジモデルを発表し、同日販売開始。ラインナップは「ベルランゴMAX BlueHDi」、「ベルランゴ ロングMAX BlueHDi」の2種。また、特別仕様車「ベルランゴMAX XTRローンチエディションBlueHDi」も同時発売となる。
2025年2月22日、特別仕様車「TOY BOX Edition」を130台限定で発売。フルディスプレイ・ミラーおよびドライブレコーダーを特別装備すると共に、DJECO社製の玩具8点とシトロエンオリジナルウッドガレージを成約者にプレゼントする。

## 販売台数
| 年   | 生産       | 生産       | 販売       | 販売       | その他                                                                                               |
| 年   | ベルランゴ | パートナー | ベルランゴ | パートナー | その他                                                                                               |
| 2008 | 未公表     | 未公表     | 未公表     | 147,600    | |
| 2009 | 未公表     | 120,500    | 未公表     | 133,300    | |
| 2010 | 未公表     | 164,600    | 未公表     | 160,200    | |
| 2011 | 164,162    | 167,368    | 165,807    | 165,240    | Total Berlingo production reached 2,448,214 units. Total Partner production reached 1,964,054 units. |
| 2012 | 136,800    | 142,300    | 139,800    | 149,800    | Total Berlingo production reached 2,585,000 units. Total Partner production reached 2,106,300 units. |